# Phimosia ebenina
Phimosia ebenina là một loài bọ cánh cứng trong họ Cerambycidae.